# Качественный анализ
Ка́чественный ана́лиз — совокупность химических, физико-химических и физических методов, применяемых для обнаружения элементов, радикалов и соединений, входящих в состав анализируемого вещества или смеси веществ. В качественном анализе используют легко выполнимые, характерные химические реакции, при которых наблюдается появление или исчезновение окрашивания, выделение или растворение осадка, образование газа и др. Реакции должны быть как можно более селективны и высокочувствительны. Качественный анализ в водных растворах основан на ионных реакциях и позволяет обнаружить катионы или анионы.
Основоположником качественного анализа считается Р. Бойль, который ввёл это представление о химических элементах как о неразлагаемых основных частях сложных веществ и систематизировал все известные в его время качественные реакции.

## Качественные реакции
Для определения присутствия веществ, анионов, катионов используются качественные реакции. Проведя их можно подтвердить однозначно их наличие. Эти реакции широко используются при проведении качественного анализа, целью которого является определение наличия веществ или ионов в растворах или смесях.

## Примеры качественных реакций накатионы
| Катион                          | Воздействие и реактив                                              | Наблюдаемая реакция |
| ------------------------------- | ------------------------------------------------------------------ | --- |
| {\displaystyle {\ce {Li^{+}}}}  | Пламя                                                              | Карминово-красное окрашивание |
| {\displaystyle {\ce {Na^{+}}}}  | Пламя                                                              | Жёлтое окрашивание |
| {\displaystyle {\ce {K^{+}}}}   | Пламя                                                              | Фиолетовое окрашивание |
| {\displaystyle {\ce {Ca^{2+}}}} | Пламя                                                              | Кирпично-красное окрашивание |
| {\displaystyle {\ce {Sr^{2+}}}} | Пламя                                                              | Карминово-красное окрашивание |
| {\displaystyle {\ce {Ba^{2+}}}} | 1. Пламя 2. {\displaystyle {\ce {SO_4^{2-}}}}                      | 1. Жёлто-зелёное окрашивание 2. Выпадение белого осадка, не растворимого в кислотах {\displaystyle {\mathsf {Ba^{2+}+SO_{4}^{2-}\rightarrow BaSO_{4}\downarrow }}} |
| {\displaystyle {\ce {Cu^{2+}}}} | Вода                                                               | Гидратированные ионы {\displaystyle {\ce {Cu^{2+}}}} имеют голубую окраску                                                                                         |
| {\displaystyle {\ce {Pb^{2+}}}} | {\displaystyle {\ce {S^{2-}}}}                                     | Выпадение чёрного осадка сульфида свинца(II) {\displaystyle {\mathsf {Pb^{2+}+S^{2-}\rightarrow PbS\downarrow }}}                                                  |
| {\displaystyle {\ce {Ag^{+}}}}  | {\displaystyle {\ce {Cl^{-}}}}                                     | Выпадение белого осадка хлорида серебра {\displaystyle {\mathsf {Ag^{+}+Cl^{-}\rightarrow AgCl\downarrow }}}                                                       |
| {\displaystyle {\ce {Fe^{2+}}}} | Гексацианоферрат (III) калия {\displaystyle {\ce {K_3[Fe(CN)_6]}}} | Выпадение синего осадка берлинской лазури {\displaystyle {\mathsf {K^{+}+Fe^{2+}+[Fe(CN)_{6}]^{3-}\rightarrow KFe[Fe(CN)_{6}]\downarrow }}}                        |
| {\displaystyle {\ce {Ni^{2+}}}} | Реактив Чугаева                                                    | Выпадение красного осадка |

## Примеры качественных реакций на соединения
Примерами качественных реакций на соединения могут служить:
- реакция Молиша, применяемая для определения наличия в растворе углеводов;
- синее окрашивание крахмала при действии на него иода;
- реакция на многоатомные спирты — ярко-синее окрашивание при взаимодействии с гидроксидом меди(II).